# آندره‌آ پیسانو (بازیکن واترپلو)
آندره‌آ پیسانو (ایتالیایی: Andrea Pisano؛ زادهٔ ۵ مهٔ ۱۹۶۱) بازیکن واترپلو اهل ایتالیا بود. وی در بازی‌های المپیک تابستانی ۱۹۸۴ و ۱۹۸۸ شرکت کرده‌است.